# Cinemax
Cinemax — американская платная телевизионная сеть кабельного и спутникового вещания. Принадлежит каналу HBO, входящему в корпорацию Warner Bros. Discovery. Cinemax в основном транслирует художественные фильмы, сериалы собственного производства, документальные фильмы.
Канал основан 1 августа 1980 года. По состоянию на сентябрь 2018 года программы Cinemax были доступны примерно 21,736 млн американских домохозяйств, имеющих подписку на многоканальное телевидение (21,284 млн из них получают как минимум основной канал Cinemax).